# ブラジルの先住民
ブラジルの先住民の数はコロンブス以前の時代には概算で500万人から600万人いたが、度重なるブラジル先住民の虐殺などにより、1950年には10万人ほどまで減少した。
過去50年以上にわたって先住民族保護の努力が続けられ、人口は約200の部族で約30万人（1997年）と再び増加している。

## 概要
ブラジルの高等学校教科書によると「現在、ブラジルには、約220の先住民集団があり、そのうち30程は、「青白い顔をした人々」（白人）との接触がほとんど、あるいはまったくないまま孤立して暮らしている」となっている。また、「先住民布教審議会（ブラジル司教会議付属の先住民保護団体）の資料によれば、今日残存している22万7000人（1990年代初めの数字。2000年国勢調査では総数73万4000人とされているが、農村居住者は約35万人）」の先住民がいる。
ブラジルの先住民には主として以下の民族が含まれる。
- アシェニンカ族 Asheninka
- アピナヘ族 Apinaje
- アワ族 Awá
- カインガン族 Caingang
- カシワナ族 Kaxinawa
- カトゥキナ族 Katuquina
- カラハ族 Karaja
- カリプナ族 Caripuna
- グアハラ族 Guajajara
- グアラニー族 Guarani
- クラホ族 Kraho
- シェレンテ族 Xerente
- シャクリアバ族 Xacriaba
- シャヴァンテ族 Xavante
- シュクルー族 Xucuru
- タプイア族 Tapuia
- チクーナ族 Ticuna
- テレーナ族 Terena
- パタソ族 Pataxo
- バナワ族 Banawa
- フルニオ族 Fulni-o
- ポティグアラ族 Potiguara
- マクシ族 Macuxi
- ヤノマミ族 Yanomami
- ヤワナワ族 Yawanawa

## 映像
- Children of the Amazon, a documentary on indigenous peoples in Brazil（英語）
- Capuseen.com : Documentaires - La guerre de pacification en Amazonie（フランス語）